# Haardketting
Een haardketting of hangel is een getand hangijzer dat gebruikt wordt om ketels op te hangen in een houtvuur-schoorsteen. Het gebruiksvoorwerp wordt achteraan in de schouw bevestigd en kan gebruikt worden om de garenboom te dragen en naar willekeur te verhogen, verlagen of te ledigen. De hangel vervangt de tapper en is er een vervolmaking van.